# Piroska Szekrényessy
Piroska Szekrényessy (* 1. Mai 1916 in Budapest; † 30. Oktober 1990 ebenda) war eine ungarische Eiskunstläuferin, die im Paarlauf startete.
Ihr Eiskunstlaufpartner war ihr Bruder Attila Szekrényessy. Gemeinsam wurden die Geschwister in den Jahren 1937 bis 1939 und 1941 bis 1943 ungarische Meister.
Bei ihrer ersten Europameisterschaftsteilnahme gewannen sie 1936 in Berlin die Bronzemedaille hinter Maxi Herber und Ernst Baier sowie den Briten Violet und Leslie Cliff. Diesen Erfolg wiederholten sie bei der darauffolgenden Europameisterschaft in Prag, diesmal hinter Herber / Baier und den Österreichern Ilse und Erik Pausin. Bei ihrer dritten und letzten Europameisterschaft verfehlten die Szekrényessys als Vierte das Podium.
Eine Medaille blieb den Ungarn bei ihren insgesamt vier Weltmeisterschaftsteilnahmen verwehrt. 1935, 1937 und 1939 wurden sie Vierte und 1938 Fünfte. Auch bei ihren einzigen Olympischen Spielen belegten sie 1936 in Garmisch-Partenkirchen den vierten Platz, knapp hinter ihren berühmten Landsleuten Emília Rotter und László Szollás, die Bronze gewannen.
Der Zweite Weltkrieg nahm den Szekrényessys die Chance auf weitere internationale Teilnahmen.

## Ergebnisse

### Paarlauf
(mit Attila Szekrényessy)
| Wettbewerb / Jahr          | 1935 | 1936 | 1937 | 1938 | 1939 | 1940 | 1941 | 1942 | 1943 |
| -------------------------- | ---- | ---- | ---- | ---- | ---- | ---- | ---- | ---- | ---- |
| Olympische Winterspiele    |      | 4.   |      |      |      |      |      |      |      |
| Weltmeisterschaften        | 4.   |      | 4.   | 5.   | 4.   |      |      |      |      |
| Europameisterschaften      |      | 3.   | 3.   | 4.   |      |      |      |      |      |
| Ungarische Meisterschaften |      |      | 1.   | 1.   | 1.   |      | 1.   | 1.   | 1.   |